# Поворотний тиф
Поворо́тний тиф (лат. typhus recurrens; також поворотна гарячка) — збірна назва, яка об'єднує епідемічний (вошивий) (переносник збудника — воша) та ендемічний (кліщовий) (переносник збудника — кліщі) тифи, які перебігають з чергуванням нападів гарячки та періодів нормальної температури тіла (апірексії).

## Історичні факти
Збудника епідемічного поворотного тифу Borrelia recurrentis (Obermeieri) відкрив Отто Обермейер у 1868 році. Поворотний тиф існує здавна, але в самостійну нозологічну збірну групу його було виділено лише в середині XIX ст. Окрему реєстрацію захворювань на поворотний тиф в Україні провадять з 1901. Окремі значні епідемічні спалахи на Галичині й Буковині спостерігали 1847 — 48, а також 1879 і 1907. У Східній Україні в XIX — на початку XX століття великих спалахів поворотного тифу не було, за винятком епідемії в Одесі 1863. Тоді ж були епідемічні спалахи поворотного тифу в Криму (Сімферополь, Ялта). Середня захворюваність за рік на 10 000: 1901 — 05 — 1,4; 1906 — 10 — 9,5; 1911 — 15 — 2,7; 1916 — 20 — 29,1; 1921 — 25 — 69,6; 1926 — 27 — 0,3.
Як видно, частота захворювань на епідемічний поворотний тиф зростала під час російсько-японської, Першої світової й особливо громадянської війни в СРСР, коли побут був дезорганізований, медичне і гігієнічне обслуговування населення було недостатнє, не вистачало харчових продуктів, постійно переміщалися цивільні й військові контингенти тощо.
У 1925 — 27 роках захворювання на поворотний тиф знизилися до 2 — 5 випадків на 100 000 мешканців. За наступних років поворотний тиф з'являвся лише в поодиноких випадках і по 1940 зник зовсім. За Другої світової війни знову були поодинокі випадки і невеличкі вибухи захворювань на поворотний тиф. Тепер на території всієї України ці захворювання не реєструються. У Західній Україні, як і в Польщі, захворюваність на поворотний тиф була значно вища, ніж в Східній Україні, і досягла найвищої точки 1922 року, коли в Польщі на 100 000 мешканців хворіло 1 488 і вмирало 29 осіб, а на Волині хворіло 349 і вмирало 10 осіб. У Криму поворотний тиф давав такі показники на 100 000 мешканців: 1913 — 20; 1924 — 31; 1925 — 31; 1926 — 33 і 1927 — 30. За місяцями середньоденні захворювання на поворотний тиф розподілялися у Центральних і Східних землях, за даними 1902 — 14, максимум захворювань припадав на зимово-весінній період, а мінімум — на літньо-осінній. Територіальні відміни на 1922: на Харківщині, Одещині, Полтавщині і Катеринославщині на 100 000 мешканців хворіло 2 000 і більше осіб; на Київщині, Чернігівщині і в Криму — від 1 000 до 1 500, а на Волині та Поділлі від 500 до 1 000. Поворотний тиф в Україні завжди мав епідемічний характер, тобто зникав майже зовсім, а в період епідемій давав велику кількість захворювань.
Летальність від поворотного тифу коливалася в Україні від 25 до 6 %. За спостереженнями, зробленими в Одесі, вона на 100000 мешканців давала такі показники: 1901-05 — 2,1; 1906-10 — 8,8; 1911-15 — 2,8; 1916-20 — 39,8; 1921-25 — 68,4; 1926-27 — 0.
З цих даних видно, що смертність тим більша, чим сильніша епідемія. За Другої світової війни великих епідемічних вибухів поворотного тифу не було і летальність в Україні й всьому СРСР становила 0,55 — 1,48 %. Серед чоловіків вона була в Україні, як й в інших країнах, значно вища (майже в два рази), ніж серед жінок, і збільшувалася з підвищенням віку.
Детальніші відомості з цієї теми ви можете знайти в статті Епідемічний поворотний тиф.
Детальніші відомості з цієї теми ви можете знайти в статті Ендемічний поворотний тиф.

## Епідеміологічні особливості
Детальніші відомості з цієї теми ви можете знайти в статті Епідемічний поворотний тиф.
Детальніші відомості з цієї теми ви можете знайти в статті Ендемічний поворотний тиф.
Кліщі з роду орнітодорусів, що є резервуаром інфекції, зустрічаються у місцевостях із жарким кліматом (наприклад, у Середньоазійських республіках). Передача інфекції відбувається при укусі кліща.

## Патогенез
З вхідних воріт інфекції збудник потрапляє з крові у кровоутворюючі органи, печінку, центральну нервову систему. Антитіла, що утворюються в організмі, спричинюють розпад (лізис) спірохет, але їхня частина, яка збереглась у вогнищі інфекції, потрапляючи у тік крові, зумовлює черговий напад хвороби.

## Клінічні ознаки
Детальніші відомості з цієї теми ви можете знайти в статті Епідемічний поворотний тиф.
Детальніші відомості з цієї теми ви можете знайти в статті Ендемічний поворотний тиф.
Інкубаційний період складає в середньому 7-14 днів.
Початок хвороби гострий — з ознобу та підвищення температури за декілька годин до 38,5-39,5 °C. На місці укусу на шкірі, піднімаючись над поверхнею, утворюється папула темно-вишньового забарвлення. Під час першого нападу гарячки, що триває 2-3 дні, у хворого відмічаються слабкість, нездужання, біль у гомілкових м'язах, незначна жовтяниця, помірне збільшення селезінки.
Наприкінці нападу температура критично падає до нормальних або субфебрильних цифр: зниження температури супроводжується рясним потовиділенням; настає покращення стану хворого — безгарячковий період (апірексія).
Тривалість наступних нападів від 10-12 годин до 2-3 днів, періоди апірексії тривають від 1-го до 5-9 днів; усього під час хвороби буває 6-12, іноді 15-18 нападів гарячки.
На висоті нападу гарячки у мазку та товстої краплі крові виявляють спірохети; іноді їх вдається знайти й у період апірексії.
Для картини периферичної крові характерні нормо- або лейкопенія, переважання у лейкоцитарній формулі лімфоцитів та моноцитів.

## Діагностика
Детальніші відомості з цієї теми ви можете знайти в статті Епідемічний поворотний тиф.
Детальніші відомості з цієї теми ви можете знайти в статті Ендемічний поворотний тиф.
Для верифікації діагнозу важливі конкретна епідеміологічна ситуація, наявність нападів у перебігу хвороби та інші клінічні ознаки, наявність папули у місці укусу кліща. Виявлення спірохет підтверджує діагноз.
Диференційний діагноз проводять із малярією (особливо тропічною), бруцельозом, під час першого нападу із лептоспірозом.

## Лікування
Детальніші відомості з цієї теми ви можете знайти в статті Епідемічний поворотний тиф.
Детальніші відомості з цієї теми ви можете знайти в статті Ендемічний поворотний тиф.
Хворих госпіталізують, призначають всередину доксициклін по 0,1 г 2 рази на день (7-10 днів), з прикриттям задля запобіганню його побічним явищам — антигістамінні препарати (лоратадин, цетиризин, тощо) та протигрибкові засоби (зокрема, флуконазол). Проводять інтенсивну детоксикаційну терапію.

## Профілактика
Детальніші відомості з цієї теми ви можете знайти в статті Епідемічний поворотний тиф.
Детальніші відомості з цієї теми ви можете знайти в статті Ендемічний поворотний тиф.